# Receptor de mineralocorticoides
El receptor de mineralocorticoides (RM), també conegut com a receptor mineralocorticoidal, receptor d'aldosterona o subfamília de receptor nuclear 3, grup C, membre 2 (NR3C2) és una proteïna que en humans està codificada pel gen NR3C2, situat al cromosoma 4q31.1-31.2.
El RM és un receptor amb la mateixa afinitat pels mineralocorticoides i els glucocorticoides. Pertany a la família dels receptors nuclears, on el lligand es difon a les cèl·lules, interactua amb el receptor i provoca una transducció de senyals que afecta l'expressió gènica específica al nucli cel·lular. La resposta selectiva d'alguns teixits i òrgans als mineralocorticoides enfront dels glucocorticoides es produeix perquè les cèl·lules que responen als mineralocorticoides expressen l'isoenzim 2 de la corticoesteroide 11-beta-deshidrogenasa, un enzim que inactiva selectivament els glucocorticoides més fàcilment que els mineralocorticoides.